# 中国俸禄制度史
中國歷史悠久，俸祿制度行之久遠，歷史皆有所不同，大致上秦朝以後皆行俸祿制，基本上是君主专制主义中央集权下的官僚制度。官員的俸祿由俸錢和祿米構成，二者通常各佔一半的比例。中國還有“恩蔭”制，等於是變相的世襲制。汉代官员退休有“归养之禄”，類似今日的退休金制度。

## 先秦
相傳黃帝時即有封爵的記載，《通典·职官·封爵》载：“黄帝：方制萬里，為萬國，各百里。”《汉书·地理志》也说：“昔在黄帝……方制万里，划燮分州，得百里之国万区。”颜师古注解說：“方制，制为方域也。画，谓为之界也。燮，古野字。”另外在《左传·昭公》裡記載黄帝創立官制：“昔者黄帝氏以云纪，故为云师而云名。”
尧帝、舜帝以及夏朝的貴族分五等：即公、侯、伯、子、男。《孟子·萬章篇》說：“天子一位，公一位，侯一位，伯一位，子男同一位，凡五等也。”
周禄分为六等，君一等，卿一等，大夫一等，上、中、下士各一等。《孟子·万章下》有“君十卿禄，卿禄四大夫，大夫倍上士，上士倍中士，中士倍下士”的说法。
周朝爵禄之制：
天子一等，公一等，侯一等，伯一等，子男一等，共五等，这是国君的级别。
君一等，卿一等，大夫一等，上士一等，中士一等，下士一等，共六等，这是官爵的级别。
按照礼记规定的理想情况，大国国君的俸禄是卿的十倍，卿的俸禄是大夫的四倍，大夫、上士、中士、下士的俸禄，前者各为后者的一倍。下士的俸禄与庶民在官者同禄，标准为耕田百亩的“上农夫”所能养活的人数（一般是可以养活九人）。
次国国君的俸禄是卿的十倍，卿的俸禄是大夫的三倍；小国国君的俸禄是卿的十倍、卿的俸禄是大夫的二倍。
周朝的俸禄并不是直接发给钱或粮谷，而是拨给一定的采邑土地，以及土地上的农户。总的原则是下士俸禄可以养活九人，中士俸禄可养活十八人，上士三十六人，大夫七十二人……小国君的俸禄可养活一千四百四十人，次国君俸禄可养活二千一百六十人，大国君的俸禄可养活二千八百八十人。
此外诸侯、卿、大夫、士还各自有“命”，大致类似于后世的正从九品制。命服的多寡决定爵位的高下。公为九命，侯伯为七命，子男为五命。周王室的三公（太师太傅太保）是八命，如封为国君，其等级升为九命。诸侯国的国君最高是九命，其卿大夫的命服数自然不会超过国君。比如诸侯国君为九命（公爵）者，其卿为三命，大夫二命，士一命。侯国和伯国亦同。子国和男国的卿是二命，大夫一命，士不命。
同一命服的卿大夫之间也有高下之别。卿有上卿、正卿、命卿、次卿等不同等级，大夫、士也有上中下三等。周代军制，天子六军，大国三军，次国二军，小国一军。每军一万二千五百人，将领皆由卿来担任。二千五百人为一师，师帅由中大夫担任；五百人为一旅，旅帅由下大夫担任；百人为一卒，卒长由上士担任。
西周采取的是贵族世官世禄制度，卿和大夫的身份（官爵）也是世代相传的。只要贵族的身份能够维持，不失爵丧官，采邑就可以世袭拥有。士是最低一级的贵族，职责是为国君和卿大夫等上层贵族服务，他们“禄足代耕”，但没有世代任官的特权。
東周春秋時期實行爵祿制，《左传》中载“次国之上卿当大国之中，中当其下，下当其上大夫。小同之上卿当大国之下卿，中当其上大夫，下当其下大夫。”《国语》中载“大国之卿，一旅之田，上大夫，一卒之田。”孔子为鲁司寇，有“奉粟六万”，到卫国作官，亦有俸粟六万。
到春秋战国时期，随着社会经济的发展和古老的氏族血缘组织的崩溃，周天子和诸侯之间、诸侯国与诸侯国之间、诸侯国国君与卿大夫之间，以及卿与大夫之间，经常发生冲突，甚者兵戎相见，这一世官世禄制度也崩坏瓦解。各国为了在残酷的环境下生存下去，都不得不任用有能力有才干的人，采取“以劳定赏”、“量功分禄”的原则，只有勇于战、力于农者才能担任官职、接受爵禄。魏国、楚国、秦国都实施了类似的改革。此时士的身份下降，大量的士已经平民化，而其身份的降低又促成了春秋末期教育的平民化。比如孔子就是“贫且贱”、“志于道”的士。
秦汉之后，卿、大夫成为官阶名，如“九卿”、“大理寺卿”、“太仆寺卿”、“光禄大夫”、“中奉大夫”等。日本明治维新时讨论华族爵位制度，曾有提议恢复卿、大夫的名称，将爵位分为公、卿、大夫、士四等，再细分为上公、公、亚公、上卿、卿、上大夫、中大夫、下大夫、上士、中士、下士等级别。但明治十一年最终决定采用周朝《礼记》中的五等爵位，将华族分为公、侯、伯、子、男五等。
戰國時代有秩石制，即发给粮食，秦國以“石”为量器，同時表示官秩的等级。
商鞅定二十等军功爵：一“公士”，二“上造”，三“簪袅”，四“不更”，五“大夫”，六“官大夫”，七“公大夫”，八“公乘”，九“五大夫”，十“左庶长”，十一“右庶长”，十二“左更”，十三“中更”，十四“右更”，十五“少上造”，十六“大上造”，十七“驷车庶长”，十八“大庶长”，十九“关内侯”，二十“彻侯”。

## 漢朝
颜师古《汉书·百官公卿表》题注曰：“汉制，三公号称万石，其俸月各三百五十斛谷，其称中二千石，月各百八十斛，二千石者百二十斛，比二千石者百斛，千石者九十斛，比千石者八十斛，六百石者七十斛，比六百石者六十斛，四百石者五十斛，比四百石者四十五斛，三百石者四十斛，比三百石者三十七斛，二百石者三十斛，比二百石者二十七斛，一百石者十六斛”。
- 万石，实际年俸4200斛，合2187.5石【汉代最高俸禄】
- 中二千石，实际年俸2160斛，合1125石
- 真二千石，实际年俸1800斛，合937.5石
- 二千石，实际年俸1440斛，合750石
- 比二千石，实际年俸1200斛，合625石
- 千石，实际年俸1080斛，合562.5石
- 比千石，实际年俸960斛，合500石
- 六百石，实际年俸840斛，合437.5石
- 比六百石，实际年俸720斛，合375石
- 四百石，实际年俸600斛，合312.5石
- 比四百石，实际年俸540斛，合281.25石
- 三百石，实际年俸480斛，合250石
- 比三百石，实际年俸444斛，合231.25石
- 二百石，实际年俸360斛，合187.5石
- 比二百石，实际年俸324斛，合168.75石
- 百石，实际年俸192斛，合100石

石（读shi）是重量单位，以一百颗黍子的重量为一铢，约合0.65克。一两=24铢，一斤=16两=384铢，约重250克【即1汉斤≈今0.5市斤】。一钧=30斤，一石=4钧=120斤=46080铢=460.8万黍。
斛是容积单位，以一百颗黍子的体积为一铢，一龠yuè=12铢，一合=2龠=24铢，一升=10合，一斗=10升，一斛=10斗=24000铢=240万黍。
一石（重量）粟和一斛（容积）粟的比例大致是100:52.08。
漢承秦制，沿用秦二十等爵，另增设王爵，並以“石”为量器，同時表示官秩的等级。《汉书·律历志》记载，汉时“二十四铢为两。十六两为斤。三十斤为钧。四钧为石。”
汉武帝时，改“彻侯”为“列侯”，列侯封地称国。又因屢興邊事，为筹措軍费，卖关内侯以下的爵位，導致爵位为人所轻視。
从汉武帝时起，官员俸禄不再发放粟米，而是改为月俸钱
- 丞相、大司马大将军，月俸6万钱（以下皆为月俸）
- 御史大夫，月俸4万钱
- 中二千石，月俸2万钱
- 二千石，月俸1.6万钱
- 比二千石，月俸1.2万钱
- 六百石，月俸6000钱
- 比六百石，月俸3000钱
- 二百石，月俸2000钱
- 比二百石，月俸1000钱
- 百石，月俸720钱

至于百石以下的小吏，月俸只有100钱
《史记·平准书》載漢武帝时粟米十五钱一斗。东方朔提到自己薪水是“俸一囊粟，钱二百四十。”
漢朝已經開始強調高薪養廉，丞相、大司马、大将军等高級官職的俸钱月六万。汉武帝时公孙弘生活俭朴，汲黯认为：“弘位在三公，奉禄甚多，然为布被，此诈也”。汉宣帝稱：“吏不廉平，则治道衰。今小吏皆勤事，而俸禄薄，欲使其毋侵渔百姓，难矣。其益吏百石已下俸十五。”汉哀帝即位，绥和二年（公元前7年）六月，“益吏三百石以下俸”。
《后汉书·百官志》载后汉受俸例：“大将军，三公俸，三百五十斛。中二千石奉，月百八十斛。二千石奉，月百二十斛。比二千石奉，月百斛。千石奉，月八十斛。六百石奉，月七十斛。比六百石奉，月五十斛。四百石奉，月四十五斛。比四百石奉，月四十斛。三百石奉，月四十斛。比三百石奉，月三十七斛。二百石奉，月三十斛。比二百石奉，月二十七斛。一百石奉，月十六斛。斗食奉，月十一斛。佐史奉，月八斛。凡诸受奉，皆半钱半谷”。
两汉另有节日赏赐，賞賜便有定期賞賜、慶典賞賜、功勛賞賜三大類別，成为常俸外的加薪，有時賞錢，更甚是賞繒帛、酒肉、車馬，甚至連奴婢、房子都賞賜。如《汉官仪》中记载有“腊赐”一项，“大将军三公钱二十万，牛肉二百斤，粳米二百斛，特进、侯十五万，卿十万，校尉五万，尚书三万，侍中、将、大夫各二万，千石、六百石各七千，虎贲羽林郎二人共八千，以为祀门户值”。另有赏赐肉、酒、粮食，“赐吏酒食，率秩百石而肉十二斤、酒一斗；斗食令史肉十斤，佐史八斤，酒七[升]”。張湯自殺後，其「家產不過五百金，皆所在，得奉賜，無它贏」。
张禹俸禄赏赐数千万，“及富贵，多买田至四百顷，皆泾渭溉灌，极尽膏腴上贾，它财物称是”。有時赏赐过重，致使政府财政拮据。东汉和帝时，何敞上书：“赏赐过度，空竭帑藏，损耗国资，宜有节制”。
漢朝已經有退休金的觀念，年俸在兩千石以上的官員退休可以領取原俸祿的三分之一養老。《后汉书·刘恺传》記載：刘恺“称病上书致仕，有诏优许焉，加赐钱三十万，以千石禄归养。”
东汉時俸禄实际额的减少，加上外戚宦官的干政，吏治日见腐败。

## 魏晉南北朝
魏晋时实行九品中正制，俸禄的形式为帛、粟、钱各占三分之一。西晋时官俸以日计算，按春秋两季发放，支付方式有米、绢、绵、钱、菜田、杂役等。
东晋陶渊明任彭泽县县令，俸祿是月錢二千五百，米十五斛。当时县令的年薪是四百斛，按月发放，每月米十五斛，一日是五斗米。何胤自稱，“吾年已五十七，月食四斗米不盡”。
北魏創建之初，因游牧民族鲜卑人未及封建化，行政管理体系不完备，官员无俸禄，因此吏治腐败，官吏四处搜刮抢掠，“初来单鞭执马，返时从车百两”，史书有“饥鹰饿虎”之称。至孝文帝时改行俸禄制，每户征调帛3匹、穀2石9斗作为百官俸禄。均田制颁布后，又对地方官员按职分别授予公田作为俸禄。刺史15顷，太守10顷，治中、别驾各8顷，县令、郡丞6顷。公田於离职时交递下任官吏，北周和北齐沿用。

## 唐朝
隋代官俸恢复了两汉时期以粟米计算俸禄的方式。
《新唐书》卷五五《食货志五》：“武德元年，文武官给禄，颇减隋制。”
唐代官员的俸禄是依照品級發放，依正、从、上、下分九品三十级职级，分十八級發放。唐代官员又有散官与职官之分。散官没有实际职掌，僅代表身份之用。俸禄包括禄米、俸钱和职分田等。
《通典》卷三五《职官十七》记，高宗初“凡京文武正官每岁供给俸食等钱，并防閤、庶仆及杂钱等，总一十五万三千七百二十贯。员外官不在此数”。唐玄宗時，月俸增加杂用、防阁和庶仆等，防阁是警衛，五品以上的官员有配防阁。庶仆是指佣人，六品以下的官员有配給。
貞元年間，白居易為校書郎，“幸逢太平代，天子好文儒……小才難大用，典校在秘書……俸錢萬六千，月給亦有馀……”
唐朝官员工资分为禄米、俸钱、职田、禄力诸项。而唐代前期与中晚期的俸禄制度又有差异。
禄米
唐朝前期官员禄米，最初因袭隋制。京官年禄如下：
- 正一品七百石，从一品六百石
- 正二品五百石，从二品四百六十石
- 正三品四百石，从三品三百六十石
- 正四品三百石，从四品二百六十石
- 正五品二百石，从五品一百六十石
- 正六品一百石，从六品九十石
- 正七品八十石，从七品七十石
- 正八品六十石，从八品五十石
- 正九品四十石，从九品三十石

隋朝官员禄米是春秋两季支付，唐朝改为一年一给。而且武德年间只有京官给禄，外官无禄（贞观二年改为外官有上考者给禄），而是发给职田，以田租收入代替禄米。其原因是唐初草创，情势所迫。贞观年间户口稍殷，廪仓已实，于是外官也发给禄米，而且正八品至从九品岁禄分别增至67石、62石、57石、52石，春秋两季发给。唐初岁禄是给粟（禄粟），后改为给米（禄米，去壳的糙米）。即使是给粟，也是按照米来折合计算（1石粟=6斗米）。
唐玄宗前期，修改禄制，正四品岁禄增至330石，从四品至从七品不变，正八品至从九品分别为60石、55石、55石、50石（敦煌《唐天宝令式表残卷》，正九品与从八品岁禄相同，疑有抄写讹误）。
唐朝官禄的支给，按照品级而不是职事，京官俸禄优于外官。致仕官员发给半禄。高宗时吏部侍郎刘祥道曾上疏提到，每年致仕退休的官员，约占官员总数的1/30。
俸钱
除了禄米之外，唐朝官员还发给俸料钱，大体包括月俸、食料、杂用、课钱四部分。月俸钱用于官员购买粮食之外的生活必需品，食料钱用于工作餐和个人生活，杂用钱用于自备必需的工作用品。课钱（防阁）则相当于给官员服力役者的代役钱。
唐初草创，国库空虚，因此各官衙纷纷以本衙公款放贷，以利息给官员发工资。高宗乾封年间，以各地的租庸脚直钱和税钱给官员发俸。其标准如下：
- 一品，月俸八千，食料一千八百，杂用一千二百（合计一万一千钱）
- 二品，月俸六千五百，食料一千五百，杂用一千
- 三品，月俸五千一百，食料一千一百，杂用九百
- 四品，月俸三千五百，食料七百，杂用七百
- 五品，月俸三千，食料六百，杂用六百
- 六品，月俸二千，食料四百，杂用四百
- 七品，月俸一千七百五十，食料三百五十，杂用三百五十
- 八品，月俸一千三百，食料三百，杂用二百五十
- 九品，月俸一千五十，食料二百五十，杂用二百

开元年间，京官月俸如下：
- 一品，月俸八千，食料一千八百，杂用一千二百，防阁二万（合计三万一千钱）
- 二品，月俸六千，食料一千五百，杂用一千，防阁一万五千
- 三品，月俸五千，食料一千一百，杂用九百，防阁一万
- 四品，月俸四千五百，食料七百，杂用六百，防阁六千六百零七
- 五品，月俸三千，食料六百，杂用六百，防阁五千
- 六品，月俸二千三百，食料四百，杂用四百，防阁二千二百
- 七品，月俸一千七百五十，食料三百五十，杂用三百五十，防阁一千六百
- 八品，月俸一千三百，食料三百，杂用二百五十，防阁六百二十五
- 九品，月俸一千五十，食料二百五十，杂用二百，防阁四百一十七

职田
唐朝因袭隋制，给京官、外官职田。而且唐初外官无禄米，只给职田，以所收麦粟充当禄米。其标准（京外官一致）是：
- 京官一品12顷，二品10顷，三品9顷，四品7顷，五品6顷，六品4顷，七品3顷50亩，八品2顷50亩，九品2顷
- 外官二品12顷，三品10顷，四品9顷，五品7顷，六品5顷，七品4顷，八品3顷，九品2顷50亩

这一标准比隋朝的职田高得多，相当于两倍至两倍半。多为租佃经营，收入为粟、麦、米（南方）、草（马料）之类。官定租价“（每亩）无过六斗”，但实际收租标准比这高得多，连高昌县这种土地贫瘠干旱的地区，都有亩纳麦粟八斗乃至一石一斗五升的。此外还要“丝课加征，田树兼收”。
除了给官员的职田之外，官府还有公廨田，其收入有公用、私用两部分。公用收入用于官厨粮料之外的杂食及相关开支，私用部分则用作官员收入的补充。此外唐朝的勋官、散官、职事官还有永业田、勋田、赐田，作为收入的补充。
禄力
唐朝京官按照等级高低，分给人数不等的防阁、庶仆（五品以上为防阁，六品以下为庶仆）；地方州县官有白直、执衣等官给力役。这些力役都是由丁男服役充当，比如白直，每年要为官员服役四个月。如果要避免征发力役，则需纳钱雇人代役。开元年间，京官防阁员数及纳钱额如下：
- 一品，给防阁96人，月纳钱20000文（分配给一品官员96人服劳役。如果其中某人不想服役，则需要缴纳20000/96=208文的代役钱。如果36人选择服役，60人选择纳钱，则这个一品官每月有12480钱的现钱收入）
- 二品，防阁72人，月纳钱15000文（人均208文）
- 三品，防阁48人，月纳钱10000文（人均208文）
- 四品，防阁32人，月纳钱6607文（人均206文）
- 五品，防阁25人，月纳钱5000文（人均208文）
- 六品，庶仆12人，月纳钱2200文（人均183文）
- 七品，庶仆8人，月纳钱1600文（人均200文）
- 八品，庶仆3人，月纳钱625文（人均208文）
- 九品，庶仆2人，月纳钱417文（人均208文）

此外唐朝三师、三公、开府仪同三司、嗣王、郡王、上柱国带二品以上职事官等三品以上官，有亲事、帐内，是由品官子弟担任的仪卫陪从，也是其出仕入官的途径之一。但如果不愿意去，也可以纳钱代役，不必亲上。
开元末年，京官岁禄15万石左右，外官97万石左右，合计约122万石；京官俸料钱约20万贯，外官俸料钱约80万贯，总计约100万贯。按照当时的财政规模，是可以承受的水平。但到中晚唐时期，由于政局混乱，国家财政困难，冗官太滥，钱物价格波动，以及藩镇割据等原因，官员俸禄不再有唐前期那样整齐划一的定制。唐玄宗开元年间，天下外官一万六千余员。而唐宪宗元和六年，外官竟达二十六万零二十三员。财赋支出，“最多者兵资，次多者官俸，其余杂费，十不当二事之一”。
到唐德宗建中年间，每岁天下共敛赋税3000余万贯，其中2050万贯以供外费，950余万贯供京师。而且由于许多藩镇割据的州县不向中央纳税，导致外官的俸禄比京官优厚很多。这一现象实际上也有唐肃宗年间，宰相元载因“仕进者多乐京师，恶其逼己”而削减京官俸禄的原因在内。元载改动的内容包括：京官不再给岁禄米，外官给半禄；京官不再给俸料钱，外官给半俸（半钱半帛）；京官给手力课，外官给白直、品子课。
总的来说，唐前期的岁禄+月俸制，到中晚唐基本演变为月俸制，包括官给力役也折资变现，纳入月俸之中，而禄米、职田在俸禄中的比重大量下降。

## 宋朝
王詠《燕翼诒谋录》卷2载：宋朝初年“士大夫俸入甚微，簿、尉月给三贯五百七十而已，县令不满十千，而三分之二又复折支茶、盐、酒等，所入能几何？所幸物价甚廉，粗给细孥，未至冻馁，然艰窘甚矣”。宋初官員薪水水平只有唐代俸祿標準的一半。
北宋中期，物价飞涨，多次调整俸禄，祥符五年開始給官員加薪水。编著成《嘉祐禄令》。
宋朝對待士大夫最優渥，范仲淹认為：“养贤之方，必先厚禄，禄厚然后可以责廉隅”，官员退休后的俸禄也有半禄可拿。其子弟亦可恩蔭。赵翼《廿二史札记》卷廿五，“宋恩荫之滥”条作为体味：“文臣自太师及开府仪同三司，可荫子若孙，及期亲大功以下亲，并异姓亲及门客；太师至保和殿大学士，荫至异姓亲，无门客；中大夫至中散大夫，荫至小功以下亲，无异姓亲。武臣亦以是为差……以斯以观，一人入仕，则子孙亲族，俱可得官。”
宋代官员俸禄，主体部分是分成正俸、加俸、职田三类，此外还有一些变相俸禄。需要注意的是宋朝官制多变，宋初与元丰改制后、南宋与北宋的俸禄制度也相差甚多，只能举其大概
正俸
包括俸钱，禄粟，衣赐。北宋宰相、枢密使每月俸钱300千（每年3600千），禄粟100石（每年1200石），每年给绫40匹、绢60匹、罗1匹、绵100两。
北宋初年《嘉祐禄令》定俸制四十一等，每月俸料钱，上自使相40万文（400千），下至郢、唐、复州内品300文；每月禄粟，上自使相200石，下至殿头内侍、入内高班1石；每年衣赐，上自使相、宰执、枢密使绫40匹、绢60匹、绵100两，下至郢、唐、复州内品绢4匹、布半匹。
元丰年间新定禄制，“以阶易官”，改变了支俸的依据，按照寄禄官（散阶官）来给俸，比如开府仪同三司、特进（原禄制中的左右仆射）、金紫光禄大夫（原禄制中的礼部尚书）、银青光禄大夫（原禄制中的五曹尚书）等等。宋徽宗崇宁、政和年间，又两次改定禄制，主要是针对低级文官的俸禄，以及武官的阶、禄。
加俸
宋初主要给带大学士等职名奉差遣外任的官员，元丰改制后普遍加给在京职事官，每月60贯到16贯不等。分行、守、试三者。比如某人的寄禄官职为五品，给的职事是六品职，叫“行某某某”；给的职事是四品职，叫“守某某某”，给的职事若高于寄禄官职两品以上，比如给了两品的一个职事，叫“试某某某”。如果寄禄官与职事同品，则俸禄按照“行”的标准给。
元丰改制后，开封府尹、左右散骑常侍、御史中丞等职，行、守、试的职钱分别是每月100千、90千、80千。少府、将作、军器监，行、守、试的职钱分别是每月32千、30千、28千。
宋朝官员还有两项加俸叫“元随傔人衣粮”和“餐钱”。元随傔人衣粮类似于按人头发给的补贴，宰相、枢密使给70人，参知政事、枢密副使、三司使等给50人。以下至中书录事令使、寄班小底等，各给一人。餐钱类似于伙食补助，宰相、枢密使等每月给50千，参知政事给35千，以下至九等内侍，每月给餐钱2千。
自学士以上，每日给酒5升至1升。宫观副使、文明殿学士等并给茶。节度使、副使以下各给厨料米6斗、面1石2斗。宰相、枢密使每月给柴薪1200束，每岁给炭1600秤，给盐7石，给马刍粟20匹，给纸……
添支，是给官员的额外加俸，有时给钱，有时给米、面、绢、绫、绵、羊、马料等。其发给时间、数目、发放范围没有统一规定。观文殿大学士是给钱30贯、米3石、麦5石。保和殿学士是给钱15贯，米3石，春冬小绫各5匹，绢各17匹，春罗1匹，冬绵50两。此外在添支之外还有“支破”，即“破例支给”。
宋朝封爵，给食邑，皆为虚封。南宋理宗之前有少量俸给，每食一户，随月给俸钱25问。至于勋位则只是虚衔，无实禄。
职田
田粟收入用作官员的在职补贴，多分给外官（京官也有）。宋初东西两京、大藩镇主官给职田40顷（四千亩），防御、团练州给30顷，中上刺史州给20顷，下州及军、监给15顷，上中下县县官各给15顷、8顷、7顷。北宋熙宁年间在成都府路进行试点，按照职田收入的石数折算成钱数发给官员，比如成都府知府是1000石，转运使600石，通判450石，巡检150石等等。
除了以上收入外，宋朝官员还享有给券、公使钱、免役等多种变相俸禄。
公使钱属于官署公费，主要用于公务接待。分为两个部分，一是正赐公使钱，一是公使库钱。正赐公使钱由国家按岁、按季或按月发给，节度使兼使相有给2万贯的。公使库钱则来自官府的多种经营、回易、放贷，以及官吏非法掊克的收入，其数额远远高于正赐公使钱。
宋朝初年藩镇公使钱“例得以自奉”，后来变为招待费，官员用其迎来送往，宴请，馈赠等等。官员们以公使钱互相馈赠，叫“公使苞苴”。扬州一郡，每岁公使钱12万贯，给官员送酒就多达每年五六次，每次送数千瓶。
除了官员本人可以使用公使钱外，凡文武群臣外出公干，所带的宾客幕僚、随身军将牙官，乃至马驼骡驴等等，都有招待费，称为“给券”。在川陕叫“驿券”，福建广南叫“仓券”，扈从中书、枢密、三司使者叫“馆券”等等。
宋朝郊祀大礼、辛劳褒奖，以及皇帝生日、正旦、冬至、寒食等节，也发给群臣赏赐，此外还有别赐。比如学士为皇帝草诏，“例赐牌子金百两，立后、升储（草诏者）倍之”。直学士院王纶给刘婉仪进封贵妃撰写制书，高宗赐其钱万缗，并赐珍贵名砚。给官员赐田的规模也很大，动辄数十亩、上百亩，甚至多达上千亩。宋代官户还有优免赋役的特权，政和年间一品官可免差课100顷。
除了现任官员之外，宋朝的闲官、致仕官也给俸禄。闲官包括待次、待阙、添差官、祠禄官等等。祠禄官是“玉清昭应宫使”“景灵宫使”一类的闲官，用来“佚老优贤”，宗室、外戚、老臣等不宜担任职事者，多任命为宫观祠禄官，“以示优礼”。北宋时，玉清昭应宫使、景灵宫使、会灵观使每月俸钱多达3万，此外还有按月支给的公使钱，玉清昭应宫是100千，景灵宫70千，会灵观60千……另外还要给傔人衣粮钱、柴、炭、盐、纸等钱。南宋时，由于流亡官员太多，职位不够，多设宫观祠禄官以处之，宫观寄禄官员不下上千。孝宗时规定在外宫观以400人为限，岳庙以300人为限，宗室宫观岳庙以1400人为限。尽管如此，祠禄官俸禄支出仍然是一笔巨大的开支。
宋朝官员七十致仕（武官可延至八十岁），发给半禄（禄米），不给俸钱。经皇帝特命致仕者可发给半俸或全俸。除了退休金外，在节日时还有赏赐，例如仁宗时命令东西閤门使以上致仕者，每年寒食节赐羊2头、米1石、麦1石、酒1瓶。
宋朝还有蕃官和摄官，也发给俸禄。此外宋代实行“重禄法”之后，吏员的俸禄也是历代最丰厚的，比如中书省堂后官，每月有俸钱25千，每岁给绢20匹，绵50两。三省胥吏“岁累优秩，日给肉食，月享厚禄，寒暑有服，出入乘官马，使令得管卒，郊礼沾赐赉”。而且宋代吏员数额众多。真宗时期减省天下冗吏，一次就裁撤了19万5802人。
宋代总的思路是“高薪养廉”，但总的来说效果不是太好。其中一个原因是通货膨胀，物价上涨过快，还有一个是高级官员俸禄太过丰厚，而低级官员俸禄过低，相差达几百倍。元丰增禄后，户部“月出三十六万（贯）”，其中京官官俸占1/10，京城吏禄占2/10。到宣和年间，月出达120万贯。高宗渡江之初，月出80万，“百官有司之费，十去五六”。到淳熙年间，户部月出又恢复到北宋末年的120万贯水平。
军俸
宋代军俸制度相当复杂，北宋禁军俸禄，军官月俸自三十贯到十五贯不等，士兵俸钱自一千文至三百文共五等。俸钱以外，官兵还有月粮、春冬衣。厢军俸禄，河北河东等地是每月酱菜钱一百文，粮二石，春衣绢二匹，布半匹，钱一千。南宋时屯驻大军军官月俸两百贯至三十贯七等，士兵月俸按照《请受格》规定是五千文至三千文不等，折麦钱一千四百四十文至七百二十文，食米六石多至一石多，春冬衣绢十匹至四匹不等（实际上执行情况与规定有异）。
除了俸禄之外，招募的新兵刺字之后要发给衣鞋、缗钱，叫“招刺利物”；每三年的郊祀大礼要给各军将士发放几十贯到几百文不等的赏赐；屯戍、调发时往往发放“特支钱”；冬天发给军队“雪寒柴炭钱”，南宋后期叫“岁暮凝寒钱”；边戍士兵按月发给“银鞋钱”；每两月或四月发给陕西士兵“薪水钱”，也叫“柴草钱”、“薪刍钱”；军士投换要发给“转军钱”；军士立功或有劳时要发放各种军赏；军士出戍时还要给其家属发放“口券”，或是钱币，或折支口粮。此外还有各种临时性的、地方性的补助，不可胜载。
庞大的军费开支是两宋财政支出最大的负担之一（官员冗滥导致的官俸开支庞大是另一原因）。苏辙曾计算过朝廷一年的收支情况：黄金4300两，支出2700两；白银57000两，支出117000两；钱4848万缗 ，支出5030万缗；绢151万匹，支出168万匹；谷2445万石，支出2370万石；草799万束，支出1609万束。

## 明朝
明朝官员的俸禄是典型的薄俸制，一般認為明代官俸歷代最薄，最低从九品官员的俸禄为五石米，“自古百官俸禄之薄，未有如此者。”《廿二史札记》卷三二亦有《明官俸最薄》之條。
洪武四年（1371年）命中書省、户部定百官歲祿：
- 正一品九百石
- 從一品七百五十石
- 正二品六百石
- 從二品五百石
- 正三品四百石
- 從三品三百石
- 正四品二百七十石
- 從四品二百四十石
- 正五品一百八十石
- 從五品一百六十石
- 正六品百石
- 從六品九十石
- 正七品八十石
- 從七品七十五石
- 正八品七十石
- 從八品六十五石
- 正九品六十石
- 從九品五十石。

省、部、府、县、卫、所、台宪诸司官验数月支。 
洪武十三年，命戶部重定内外文武官岁给禄米、禄钞之制：
- 正一品一千石
- 從一品九百石
- 正二品八百石
- 從二品七百石
- 正三品六百石
- 從三品五百石
- 正四品四百石
- 從四品三百石
  - 皆給俸鈔三百貫；
- 正五品二百二十石
- 從五品一百七十石
- 正六品一百二十石
- 從六品一百一十石
  - 皆給俸鈔九十貫
- 正七品一百石
- 從七品九十石
- 正八品七十五石
- 從八品七十石
  - 皆給俸鈔四十五貫；
- 正九品六十五石
- 從九品六十石
  - 皆給俸鈔三十貫。

制赐百官公田，以其租入充俸之数。公、侯、省、府、台、部、都司内外卫官七百六十人，凡田四千六百八十八顷九十三亩，岁入米二十六万七千七百八十石”。
洪武二十年，再次更改百官歲祿，取消俸鈔：
- 正一品 月米八十七石、歲米一千零四十四石；
- 從一品 月米七十七石、歲米八百八十八石；
- 正二品 月米六十一石、歲米七百三十二石；
- 從二品 月米四十八石、歲米五百七十六石；
- 正三品 月米卅五石、歲米四百二十石；
- 從三品 月米廿六石、歲米三百一十二石；
- 正四品 月米廿四石、歲米二百八十八石；
- 從四品 月米廿一石、歲米二百五十二石；
- 正五品 月米十六石、歲米一百九十二石；
- 從五品 月米十四石、歲米一百六十八石；
- 正六品 月米十石、歲米一百二十石；
- 從六品 月米八石、歲米九十六石；
- 正七品 月米七石半、歲米九十石；
- 從七品 月米七石、歲米八十四石；
- 正八品 月米六石半、歲米七十八石；
- 從八品 月米六石、歲米七十二石；
- 正九品  月米五石半、歲米六十六石；
- 從九品 月米五石、歲米六十石。

洪武时，钞一贯，抵米一石。洪武年间，通政使曾秉正去职时竟“贫不能归，鬻其四岁女。” 
洪武二十五年八月，颁布《醒贪简要录》，详细记载官吏工资标准。朱元璋认为官员的俸禄不薄，正一品官员的俸禄是每月支米87石，合計一年1044石。加工1044石米需要2620石稻穀，需要873亩田。朱元璋稱，“为官者既受朝廷重禄，尚无餍足，不肯为民造福，专一贪赃坏法，亡家果可怨乎？”
明初，朝廷多分封子弟为诸王，使诸王就藩，日後藩王分封遍及全国。洪武九年規定：
- 親王，米五萬石，鈔二萬五千貫，錦四十匹，紵絲三百匹，紗、羅各百匹，絹五百匹，冬夏布各千匹，綿二千兩，鹽二百引，茶一千斤，皆歲支。馬料草料，月支五十匹。”[9]
- 親王子未受封者，每歲各支紵絲、紗、羅各十匹，絹、夏布、木棉布各三十匹，綿兩百兩。
- 郡王，每歲支拔米六千石，鈔兩千八百貫，錦十匹，紵絲五十匹，紗、羅各二十五匹，絹、夏布、木棉布各百匹，綿五百兩，鹽五十引，茶三百斤，馬匹草料月支十匹。
- 郡王諸子年及十五，賜田六十頃。

洪武二十八年，重定宗室俸祿：
- 親王歲祿米萬石
- 郡王歲祿米二千石
- 鎮國將軍歲祿米千石
- 輔國將軍歲祿米八百石
- 奉國將軍歲祿米六百石
- 鎮國中尉歲祿米四百石
- 輔國中尉歲祿米三百石
- 奉國中尉歲祿米兩百石。

诸王岁禄丰厚，又有赐田，以致“民间地土搜括殆尽”，還有岁禄、庄田等，“勋戚皆赐官田以代常禄。”明朝初年，诸王公主人数不多，“亲郡王以下男女五十八位”，国家财政尚能支付。中叶以后，宗室人口繁衍迅速，嘉靖时“河南初封周王一府，岁支禄米一万石。今增郡王、镇、辅、奉等将军、中尉、郡县等主君并仪宾等，至一千四百四十位员，共岁支禄米六十九万二百五十石。”至万历三十二年（1604年）貴族“见存者不下八万”，已經是“国初支庶不繁，定制因略；金麟趾蠡斯其丽不亿，视昔时数百倍矣。”成为明代社会的一大病徵。
永乐年間任双流知县的孔友谅说：“国朝制禄之典，视前代为薄。今京官及方面官稍增俸禄，其余大小官员自折钞外，月不过米二石，不足食数人，仰事俯首之资，以道路往来，费安所取资。贪者放利行私，廉者终萎莫诉。” 
明朝又實行俸鈔折色，洪武九年始定，至洪武十八年定每鈔二百五十文，代米一石。永樂元年，在京文武官員一二品，四分支米，六分支鈔、三四品，米鈔中半兼支、五六品，六分米，四分鈔、七八品，八分米，兩分鈔票、每新鈔兩錠，五貫為一錠，折米一石。明朝中期，官员俸给分为“本色”、“折色”两种。成化二年（1466年），支给折色俸：上半年给钞，下半年给苏木、胡椒。成化七年（1481年），以“布一匹當鈔二百貫。是時鈔法不行，一貫僅直錢二三文，米一石折鈔十貫，僅直二三十錢，而布直僅二三百錢，布一匹折米二十石，則米一石僅直十四五錢。自古官俸之薄，未有若此者。”成化七年，户部尚书杨鼎请“以甲字库所积之布估给。布一匹当钞二百贯。是时，钞法不行，一贯仅值钱二三文，米一石折钞十贯，而布值仅二三百钱，布一匹折米二十石，则米一石仅值十四五钱”。十六年，又令“以三梭布折米，每匹抵三十石，其后粗阔布亦抵三十石”。
正统年间御史陈泰稱：“今在外诸司文臣去家甚远，妻子随行，禄厚者月给米不过二石，薄者一石，又多折钞，九载之间，仰事俯首之资，道路往来之费，亲故问谴之需，满罢闲居之用，其禄不赡，则不免失其所守，而陷于罪者多矣。”
嘉靖二年（1523年）七月二十二日，刑部尚書林俊申請致仕。嘉靖批准，“特允所請，還加太子太保，寫敕（璽書），著馳驛還鄉，有司月給食米三石，歲撥人夫四名應用，歲時以禮存問。”
中國官员工资過低的另一个原因则是娶妾制度。即使是明朝大清官海瑞身边亦有两位小妾。海瑞死时，在都察院同事王用汲到他的家里，翻箱倒柜，“仅存俸银十余两”。明清时代的官员家口龐大，多至數百人。康熙四十一年，御史刘子章上奏，说：“臣见外任官员，除携妻子兄弟而外，其奴婢有多至数百人。”

## 清朝
清初文官的俸禄标准是依据明代万历《大明會典》制定的低薪制，《大清会典》卷十八“文职官之俸”条：“一品岁支银一百八十两，二品一百五十两，三品一百三十两，四品一百零五两，五品八十两，六品六十两，七品四十五两，八品四十两，正九品三十三两有奇，从九品、未入流三十一两有奇”。知县“每月支俸三两，一家一日粗食安饱兼喂马匹，须银五六钱，一月俸不足五六日之费。”幕友师爷、门房仆役，都需官员自己出钱聘雇，一般的县要二三百人，大县达千余人至数千人。李慈铭在曰记中称：“京官贫不能自存，逢一外吏入都，皆考论年世乡谊，曲计攀援。先往投谒，继以宴乐，冀获微润。彼外吏者分其峻削所得，以百分之一辇致权要，罄其毫末遍散部院诸司，人得锱铢以为庆幸。于是益冥搜广询，得一因缘，动色相告，赴之若鹜，百余年来成为故事。”清初延續的並不是明代的薪俸制度，而是關外戰時分贓制的滿人至上分肥制度，除了本薪支俸外的東西全部遭大量取消或沒收尤其是漢人官員，導致很多官員在雍正朝以前根本食不裹腹，所以必須從百姓身上剝削。順治年間一度實行柴薪銀、心紅紙張銀、蔬菜燭炭銀、案衣什物銀等，後因財政緊張取消。因此在康熙末年幾乎是無官不貪，甚至康熙本人也不完全反對官員貪污。
清朝官員薪俸偏低，而設立名目巧取火耗銀錢，雍正帝在本俸之外，設置了養廉銀的制度。雍正實施火耗归公，出现养廉银，至乾隆是时又有补充调整，实际成为一种附加的俸禄，数额大大高于正俸十倍，甚至百倍。据《大清会典》载：总督養廉銀13000－20000两，巡抚10000－15000两，布政使5000－9000两，按察使3000－8444两。
清廷吸取了明朝皇親國戚封爵太滥严重影响国家财政導致滅國之教訓，因此对宗室封爵控制严格。至清末，大量的八旗子弟為生活所苦。
清代从總督巡撫到太守縣令，皆聘有幕宾與胥吏。汪辉祖在《病榻梦痕录》说，乾隆十七年一個幕宾的“岁脩”为二百六十两白银，办理钱谷的为二百二十白银。

## 中华民国

### 北洋政府
中华民国二年十二月三十日国务会议决议：总统年俸36万元，公费年支150万元，交际费年支54万元。副总统年俸12万元，交际费年支24万元，不另支公费。袁世凯批：大总统月支八成，公费月支四千元，交际费月支四万元。
国会议员岁俸，每年5000元（民国第一届国会有议员862人）。国会议长每年另有5000元交际费，副议长3000元交际费。
支付逊清皇室岁费每年400万元。
中华民国四年财政部预算：
- 大总统：月俸24000元，公费40000元，交际费40000元
- 副总统：年俸10万元，公费2万元
- 国务总理：月俸1500元
- 各部部长：月俸1000元
- 简任官：一等一级月俸600元；二等二级月俸500元，二等三级月俸400元
- 荐任官：三等一级月俸360元，三等二级月俸340元；四等三级月俸300元，四等四级月俸280元；五等五级月俸240元，五等六级月俸220元，五等七级月俸200元
- 委任官：六等一级月俸150元，六等二级月俸140元，六等三级月俸130元；七等四级月俸115元，七等五级月俸105元，七等六级月俸95元；八等七级月俸80元，八等八级月俸75元，八等九级月俸70元；九等十级月俸60元，九等十一级月俸55元，九等十二级月俸50元

简任、荐任、委任各官已进至最高级月俸满五年以上并确有功绩的，还可予以以下最高额内的年功加俸：
- 简任官700元
- 荐任官500元
- 委任官200元

除了薪俸外，高级官员的官署公费也归其支配开销，公费包括电报、调查杂费，纸墨、交际、雇员费和役食费等。比如各省的民政长（都督之下的民政长官）月俸800元，此外民政长官署还有每月9400元的公费（每年112800元）可由其支配。
官员退官、休职、死亡时，仍给当月全俸。休职者在休职期间给三分之一薪俸。一年内因病不能办公超过九十日，或因事不能办公超过三十日的，年俸减去四分之一。但因公致病或服丧的不在此例。官员兼职者不得兼俸。若兼任官俸高于本职官俸的，兼任期间按兼任官俸支给。
民国三年北洋政府制定的军官月俸（分为现役俸+职务俸两部分）
- 上将：1000元（现役俸400元+职务俸600元）
- 中将：800元（现役俸300元+职务俸500元）
- 少将：600元（现役俸200元+职务俸400元）
- 上校：一等450元（现役俸150元+职务俸300元），二等400元（现役俸150元+职务俸250元）
- 中校：一等320元（现役俸100元+职务俸220元），二等280元（现役俸80元+职务俸200元）
- 少校：一等220元（现役俸70元+职务俸150元），二等180元（现役俸60元+职务俸120元）
- 上尉：一等120元（现役俸50元+职务俸70元），二等100元（现役俸40元+职务俸60元），三等85元（现役俸35元+职务俸50元）
- 中尉：一等70元（现役俸30元+职务俸40元），二等55元（现役俸25元+职务俸30元）
- 少尉：一等45元（现役俸20元+职务俸25元），二等35元（现役俸15元+职务俸20元）

### 引用
1. ↑  《汉书·东方朔传》
2. ↑  应劭《汉官仪》卷二有“张敞、萧望之言曰：‘夫仓廪实而知礼节，衣食足而知荣辱。今小吏俸率不足，常有忧父母妻子之心，虽欲洁身为廉，其势不能。请以什率增天下吏俸。’宣帝乃益天下吏俸什二。”
3. ↑  《汉书》卷十注
4. ↑  《汉书·宣帝纪》
5. ↑  《汉书·哀帝纪》
6. ↑  张家山汉墓竹简《二年律令·赐律》
7. ↑  《梁書‧何胤傳》
8. ↑  《日知录》卷十六“俸禄”条
9. ↑  《明史·食货六》
10. ↑  梁材：〈会议王禄军粮及内府收购疏〉，《明经世文编》
11. ↑  赵翼《廿二史劄記·明官俸最薄条》记载：“成祖迁都北京。以漕运不便，百官俸米，皆另赴南京关支，惟英国公张辅，以功大许北京支领。其百官俸米，领票后卖于商人赴领，每十石只直银一二两。周枕以江南正苦粮重，建议量折银，每石银四钱，以充百官俸。折银之例始此”。
12. ↑  《明史》卷八二《食货志六》
13. ↑  《节仆从以省扰累疏》，贺长龄辑《皇朝经世文编》卷十六
14. ↑  清朝《大清会典》卷十八《户部·俸饷》：「凡颁禄：亲王岁支俸银万两、世子六千两，郡王五千两、长子三千两、贝勒二千五百两、贝子千三百两。镇国公七百两、辅国公五百两。一等镇国将军至奉恩将军，凡十有三等，禄自四百十两，每降一等，减二十五两。宗室云骑尉八十五两、授云骑尉品级者八十两。固伦公主四百两、和硕公主三百两。郡主至乡君，凡五等，禄自二百五十两，递减三十两。固伦公主额驸二百八十两、和硕公主额驸二百五十五两、郡主额驸二百三十两、县主额驸百八十两、郡君额驸百五十五两、县君额驸百三十两、乡君额驸百有五两。一等公七百两、二等公至云骑尉，凡二十五等，禄自六百八十五两，递减二十五两。恩骑尉四十五两、不入等次之公侯伯子男，及授轻车都尉、骑都尉、云骑尉品级者，自二百五十五两，递减至八十两，亦以二十五两为差。在京文职、八旗武职，一品官百八十两、二品百五十五两、三品百三十两、四品百有五两、五品八十两、六品六十两、七品四十五两、八品四十两、均正从同禄。九品三十三两、从九品三十一两各有竒、未入流与从九品同。」
15. 1 2  蒋良骐：《东华录》卷九
16. ↑  柏桦：《明清州县官群体》，天津人民出版社2003年版，54页
17. ↑  李慈铭：《越缦堂日记》，扬州，广陵书社2004年版
18. ↑  康熙帝曾对大臣说：“治天下之道，以宽为本”，“夫官之清廉，只可论其大者。今张鹏翮居官甚清，在山东兖州为官时，亦曾受人规例。张伯行居官亦清，但其刻书甚多。刻一部书，非千金不得，此皆从何处来者？此等处亦不必究。两淮盐差官员送人礼物，朕非不知，亦不追求”（《圣祖实录》卷二四五）

### 书籍
- 黄惠贤、陈锋主编《中国俸禄制度史》